# Athyana
Genre
Athyana est un genre de plantes de la famille des Sapindaceae.

## Liste d'espèces
Selon Catalogue of Life (22 avril 2019), NCBI (22 avril 2019), The Plant List (22 avril 2019) et Tropicos (22 avril 2019) :
- Athyana weinmanniifolia (Griseb.) Radlk., 1888